# 渐屈线
漸屈線是曲線微分幾何中的概念，它是曲線上密切圓圓心的軌跡。等價的描述是一條曲線的漸屈線即是其法線的包絡。
漸屈線與漸伸線是一對相對的概念，若曲線A是曲線B的漸屈線，曲線B即為曲線A的漸伸線。每條曲線的漸屈線唯一確定，但卻可以有無窮多條漸伸線。